# Badovinci (Chorwacja)
Badovinci – wieś w Chorwacji, w żupanii karlowackiej, w mieście Ozalj. W 2011 roku liczyła 23 mieszkańców.